# Brownsburg-Chatham
Brownsburg-Chatham es una ciudad de la provincia de Quebec, Canadá. Está ubicada en el condado regional de Argenteuil y a su vez, en la región administrativa de Laurentides. Hace parte de las circunscripciones electorales de Argenteuil a nivel provincial y de Argenteuil−Mirabel a nivel federal.

## Geografía
Brownsburg-Chatham se encuentra ubicada en las coordenadas 45°41′00″N 74°25′00″O / 45.68333, -74.41667. Según Statistique Canada, tiene una superficie total de 248,38 km² y es una de las 1135 municipalidades en las que está dividido administrativamente el territorio de la provincia de Quebec.

## Demografía
Según el censo de 2011, había 7209 personas residiendo en esta ciudad con una densidad poblacional de 29 hab./km². Los datos del censo mostraron que de las 6664 personas en 2006, en 2011 el cambio poblacional fue un aumento de 545 habitantes (8,2%). El número total de inmuebles particulares resultó de 3651 con una densidad de 14,7 inmuebles por km². El número total de viviendas particulares que se encontraban ocupadas por residentes habituales fue de 3070.